# بيتر ليمان
بيتر ليمان (كاتب) (بالألمانية: Peter Lehmann)
بيتر ليمان (ولد عام 1950 في كالو، بلاك فورست، ألمانيا) كاتب، وباحث اجتماعي، وناشر، ومقدم لخدمة طلب الكتاب بالبريد وناشط مستقل حر ضد الطب النفسي الإنساني، يعيش في برلين، ألمانيا.

## نظرة عامة
بيتر ليمان لديه معرفة في طرق التدريس الاجتماعي. منذ عام 1970مم, وقد مثل مناصب لمكافحة الطب النفسي الإنساني ضمن حركة المستهلك / المتشافين / والمرضى السابقين والدوائر للمهن الإنسانية.
في عام 1986, اسس بيتر ليمان للنشر وطلب الكتب بالبريد في برلين ونشر أول كتاب له، chemische Knebel (الكمامة والكيميائية) (برلين: مكافحة الطب النفسي دار 1986) باللغة الألمانية من خلال دار نشر له لمكافحة الطب النفسي. في عام 2003, قد اسس فرع في المملكة المتحدة وفرع اخر عام 2004 في الولايات المتحدة الأمريكية.
في عام 1980, كان بيتر ليمان المؤسس المشارك للموجموعة الداعمة من (السابقين) والمتعافين من الطب النفسي ونصح حول ادوية الطب النفسي والانسحاب حتى عام 1989. في عام 1987, كان المؤسس المشارك لPAYCHEX ((سويسرا)، تحالف المحامين، الأطباء والناجين من الطب النفسي لدعم الشعب المودعون في السجون في مؤسسات الطب النفسي); ومنذ ذلك الحين عضو لمجلس الإدارة. في عام 1989, كان المؤسس المشارك لمنظمة الحماية من العنف النفسي (تشغيل ذا رن اواي برلين، الذي افتتح بيته للناس طلبا للحماية من العنف النفسي في عام 1996) .. في عام 1990, وكان بيتر ليمان محرر مشارك في مجلة علم النفس النقدي، الاستشارة والعلاج النفسي (المملكة المتحدة). في عام 1991, كان أحد مؤسسي الشبكة الأوروبية ل(السابقين) والمتعافين من الطب النفسي (ENUSP) وكان رئيس المنظمة 1997-99 وكان عضو مجلس إدارة حتى عام 2010. في عام 2002, قد كان عضوا في مايند فريدم (MindFreedom) الدولية والممثل الرسمي للأمم المتحدة. في عام 2007, كان عضوا في اللجنة التنظيمية لمؤتمر«المعاملة الاكراهية في الطب النفسي»، التي تديرها الجمعية العالمية للطب النفسي في دريسدن.

## الأوسمة والجوائز
في عام 2010, حصل بيتر ليمان على جائزة شهادة الدكتوراه الفخرية تقديرا ل«استثنائية المساهمة العلمية والإنسانية لحقوق الشعب من ذوي الخبرة النفسية» من قبل كلية علم النفس في جامعة أرسطو في تسالونيكي، اليونان، كلية الفلسفية. وقدم كوستاس بيراكتاريس، أستاذ علم النفس العيادي، خطابا تكريميا لبيتر ليمان. ليمان هو الناجي الأول من الطب النفسي في العالم وأن يكرم الحاصلين على شهادة فخرية لإنجازات رائدة في مجال مكافحة الطب النفسي الإنساني. في عام 2011, حصل على وسام الاستحقاق من جمهورية ألمانيا الاتحادية في الإقرار لخدمة المجتمع من رئيس ألمانيا.

## انتقادات للطب النفسي
جزء كبير من عمل ليمان على الآثار (السلبية) علاجية المنشأ من مضادات الذهان، ويسمى مضادات الذهان، يقول ان- مثل المماثلة في الكحول- على المدى المتوسط والطويل، لها آثار ضارة (مستقبلات التغييرات، متلازمة العجز، الانتحار، والذهان المتأخر، خلل الحركة المتأخر، والسمنة، ارتفاع الكولسترول، والسكري، موت الخلايا المبرمج، الخ.)) تتجاوز الفائدة النموذجية في وقت قصير، إذا رأى المريض أي فائدة على الإطلاق. ليمان يرى أيضا أن الطب النفسي كتخصص طبي لا يستطيع أن يحقق العدالة لتوقع الحصول على حل المشاكل العقلية التي هي إلى حد كبير ذات طابع اجتماعي؛أن ميله لاستخدام العلاج غير الطوعي يشكل تهديدا، وأن أساليب التشخيص تعرقل دون فهم المشاكل الحقيقية للأفراد في المجتمع.
ولهذه الأسباب، يرجو ليمان لتطوير المساعدة الكافية والفعالة للأشخاص الذين يواجهون صعوبات عاطفية  والحفاظ على الإدماج الاجتماعي من خلال الدخل الأساسي دون شروط. وقال انه يؤيد أيضا حقوقهم المدنية والسياسية في المعاملة على قدم المساواة مع المرضى «الطبيعين»،توحيد القوى بالتعاون مع غيرها من جماعات حقوق الإنسان والداعمه، ودعم الانسحاب من العقاقير النفسية. ويشجع لاستخدام للادوية البديلة أو الاقل سمية للعقاقير ذات التاثير العقلي، فرض حظر على صعقات كهربائية (ما يسمى العلاج بالصدمة الكهربائية)، وطرق جديدة للعيش مع الجنون وبأنهم مختلفون، مع قدر من الاستقلالية من المؤسسات بقدر الإمكان، وكذلك التسامح والاحترام والتقدير للتنوع في جميع مستويات الحياة.

## الإصدارات
التخلص من العقاقير النفسية: نشر نجاح الانسحاب من مضادات الذهان، مضادات الاكتئاب، ليثيوم، كاربامازيبين والمهدئات (2004) وكان في الأصل نشر باللغة الألمانية في عام 1998 وكان أول كتاب في هذه المسألة على نطاق العالم. ليمان يعالج في المقام الأول الناس الذين يختارون الانسحاب من هذه الأدوية، بجانب أفراد العائلة والمهنيين. وقد بين تقارير مفصله عن طريقة تخلص الاخرين من هذه المواد دون الحاجة إلى العودة إلى مكتب الطبيب مره أخرى. وقدم تقريرا عن الكيفية التي ساعدت في عملية الانسحاب، بجانب الناس من مختلف البلدان في جميع أنحاء العالم، في كتاب الممارسة للمهنيين، والعمل في العلاج النفسي، والطب، والطب النفسي، والعمل الاجتماعي، العلاج الطبيعي وأماكن بديلة.
وفي كتابه الثاني، البدائل وراء الطب النفسي، شارك في تحريره في عام 2007 مع طبيب نفساني بيتر ستاستني، ويسلط الضوء على البدائل وراء الطب النفسي، والإمكانيات الحالية للمساعدة الذاتية للأفراد الذين يعانون من الجنون، والاستراتيجيات نحو تنفيذ المعاملة الإنسانية.

## الكتب
•	ليمان، P. (محرر) (2004)، التخلص من العقاقير النفسية: الانسحاب الناجح من مضادات الذهان، مضادات الاكتئاب، والليثيوم، كاربامازيبين والمهدئات.ISBN 978-0-9545428-0-1 (U.K. ), ISBN 978-0-9788399-0-1 (USA).. برلين/ يوجين / شروسبيري: بيتر ليمان للنشر
•	ستاسني، بي. وليمان، بي. (محرران) (2007) ، البدائل وراء الطب النفسي. ISBN 978-0-9545428-1-8 (U.K. ), ISBN 978-0-9788399-1-8 (USA).برلين / يوجين / شروسيبري: بيتر ليمان للنشر.

## مقالات مختارة
- Lehmann, P. (2012). About the intrinsic suicidal effects of neuroleptics: Towards breaking the taboo and fighting therapeutical recklessness. International Journal of Psychotherapy, 16(1), 30-49.
- Lehmann, P. (2010). The particular elements of Soteria from the perspective of (ex-) users and survivors of psychiatry. Asylum–The Magazine for Democratic Psychiatry (U.K.), 17(4), 11-13.
- Lehmann, P. (2010). How to withdraw from psychiatric drugs. Asylum–The Magazine for Democratic Psychiatry (U.K.), 17(2), 29-31.
- Lehmann, P. (2010). Medicalization and irresponsibility. Journal of Critical Psychology, Counselling and Psychotherapy (U.K.), 10(4), 209-217.
- Lehmann, P. (2010). International noncompliance and humanistic antipsychiatry. In K. Bairaktaris (Ed.), Proceedings of the European Congress against Discrimination and Stigma, for User-Orientated Reforms in Psychiatry and the Right to Alternatives (pp. 63–72). Thessaloniki: Aristotle University of Thessaloniki, ISBN 978-960-88503-5-4.
- Lehmann, P. (2010). Resisting psychiatric assault: A European initiative to introduce a suicide register. In B. Burstow & S. Diamond (Eds.), Proceedings of the PsychOUT-conference, May 7–8, 2010. Toronto: Ontario Institute for Studies in Education, University of Toronto 2010.
- Lehmann, P. (2009). A snapshot of users and survivors of psychiatry on the international stage. Journal of Critical Psychology, Counselling and Psychotherapy (U.K.), 9(1), 32-42.
- Lehmann, P. (2009). Variety instead of stupidity: About the different positions within the movement of (ex-) users and survivors of psychiatry. Journal of Critical Psychology, Counselling and Psychotherapy (U.K.), 9(4), 197-204.
- Lehmann, P. (2007). From the madhouse to the warmth of others. aaina—A mental health advocacy newsletter (India), 7(3), 9-12.
- Lehmann, P. (2005). All about PSY DREAM: Psychiatric drug registration, evaluation and all-inclusive monitoring. Epidemiologia e psichiatria sociale, 14(1), 15-21.
- Lehmann, P. (2002). Treatment-induced suicide: Suicidality as a potential effect of psychiatric drugs. Journal of Critical Psychology, Counselling and Psychotherapy (U.K.), 2(1), 54-58.
- Lehmann, P. (2001). Coming off neuroleptics. In C. Newnes, G. Holmes & C. Dunn (Eds.), This is Madness Too: Critical perspectives on mental health services (pp. 81–91). Ross-on-Wye: PCCS Books, ISBN 978-1-898059-37-0.
- Lehmann, P. (2000). Manage or perish? Or choosing to live without neuroleptic drugs? In J. Guimón & N. Sartorius (Eds.), Manage or Perish? The challenges of managed mental health care in Europe (pp. 469–474). New York / Boston / Dordrecht / London / Moscow: Kluwer Adacemic / Plenum Publishers, ISBN 978-0-306-46210-8.
- Lehmann, P. (1999). Promotion of mental health and prevention of mental disorders by empowerment: Is there a psychiatry-policy without meaningful participation of (ex-) users/survivors of psychiatry? In J. Lavikainen, E. Lahtinen & V. Lehtinen (Eds.), Proceedings of the European Conference on Promotion of Mental Health and Social Inclusion, 10–13 October 1999, Tampere, Finland (pp. 108–110). Helsinki: Ministry of Social Affairs and Health, ISBN 952-00-0896-9.
- Lehmann, P. (1999). Psychiatric emergency-treatment: Help against one's will or action of professional violence? In M. De Clercq, A. Andreoli, S. Lamarre & P. Forster (Eds.), Emergency Psychiatry in a Changing World: Proceedings of the 5th World Congress of the International Association for Emergency Psychiatry (pp. 95–104). Amsterdam / Lausanne / New York / Oxford / Shannon / Singapore / Tokyo: Elsevier, ISBN 978-0-444-50017-5.
- Lehmann, P. (1998). Perspectives of (ex-) users and survivors of psychiatry. In E. Lahtinen (Ed.), Mental Health Promotion on the European Agenda. Report from a Consultative Meeting, 15–16 January 1998, Helsinki, Finland (pp. 63–68). Helsinki: STAKES Publications.
- Lehmann, P. (1998). Remarks and points to be added to the Declaration of Madrid (World Psychiatric Association). In The Voiceless Movement / Les Sans-Voix (Ed.), Deprived of Our Humanity: The case against neuroleptic drugs (pp. 159–162). Geneva: Association Ecrivains, Poètes & Cie., ISBN 978-2-88462-039-0.
- Lehmann, P. (1998). Withdrawal symptoms connected with cessation of psychiatric drugs. In The Voiceless Movement / Les Sans-Voix (Ed.), Deprived of Our Humanity: The case against neuroleptic drugs (pp. 73–80). Geneva: Association Ecrivains, Poètes & Cie., ISBN 978-2-88462-039-0.
- Lehmann, P. (1994). "Progressive" psychiatry: Publisher J. F. Lehmann as promoter of social psychiatry under fascism. Changes–An International Journal of Psychology and Psychotherapy (U.K.), 12(1), 37-49.
- Lehmann, P. & Kempker, K. (1993). Unconventional approaches to psychiatry. Clinical Psychology Forum (U.K.), (51), 28-29.

## وصلات خارجية
- Peter Lehmann's homepage

حركة معارضة الطب النفسي